# بیلی فایندلی
بیلی فایندلی (انگلیسی: Bill Findlay; ۱۷ فوریهٔ ۱۹۰۰ – ۱۱ ژوئن ۱۹۴۹) بازیکن فوتبال اهل بریتانیا بود.
از باشگاه‌هایی که در آن بازی کرده‌است می‌توان به باشگاه فوتبال لیورپول، باشگاه فوتبال لستر سیتی، و باشگاه فوتبال واتفورد اشاره کرد.